# Ammenwachstum

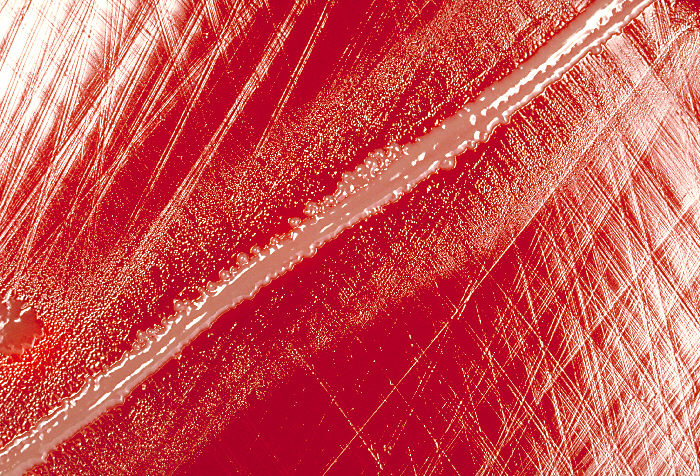
Ammenwachstum von Haemophilus influenzae: Staphylococcus aureus (dicker Impfstrich Mitte) und Haemophilus influenzae (feine Kolonien um Impfstrich)

Als Ammenwachstum, synonym auch als Ammenphänomen oder Satellitenwachstum, wird das Wachstum des Bakteriums Haemophilus influenzae bezeichnet, wenn er auf Blutagarplatten nur mit Hilfe einer zweiten Bakterienart wachsen kann.
Blutagarplatten enthalten anders als Kochblutagar noch vollständige Erythrozyten. Nur wenn diese durch eine andere Bakterienart aufgeschlossen (hämolysiert) werden und damit darin enthaltenen Wachstumsfaktoren ins Medium gelangen, können in der Nachbarschaft dieser Zellen auch Haemophilus influenzae-Bakterien wachsen. Ein solcher hämolytischer Stamm, der dann als „Amme“ bezeichnet wird, ist zum Beispiel Staphylococcus aureus. Er scheidet Hämolysine in den Agar aus, welche die Erythrozyten des Blutagars lysieren und Hämin (= Faktor X) freisetzen. Außerdem geben sie NAD (Nicotinamidadenindinukleotid) (= Faktor V) in den Agar ab. Diese Wachstumsfaktoren, NAD und Hämin, sind für Haemophilus essenziell. Daher wächst Haemophilus nur in direkter Nähe seiner „Amme“.
Die normale Anzucht von Haemophilus erfolgt auf Agar mit Zusätzen der beiden Wachstumsfaktoren.
Ein ähnliches Phänomen tritt auf, wenn beispielsweise Escherichia coli mit einer Ampicillinresistenz in Ampicillinhaltigem Medium wächst. Die resistenten Bakterien sind in der Lage, ein Enzym (beta-Lactamase) zu produzieren, das Ampicillin für sie unschädlich macht. Dieses Enzym geben sie ins Medium. Wenn die Agarplatte länger gelagert wird, treten um die resistenten Kolonien zusätzlich kleine Satellitenkolonien auf, die eigentlich nicht resistent sind, aber durch die von der benachbarten Kolonie produzierten beta-Lactamase ebenfalls vor dem Ampicillin geschützt werden.